# Волошка волосистоголова
Воло́шка волосистоголова (Centaurea trichocephala) — травяниста рослина роду волошка, родини айстрових.

## Ботанічні характеристики
Багаторічна рослина. Суцвіття — кошик.